# Olof Rogberg (1868–1931)
Olof Emanuel Rogberg, född den 17 juni 1868 i Alseda församling, Jönköpings län, död den 10 januari 1931 i Stockholm, var en svensk präst. Han var son till Olof Henric Rogberg.
Rogberg blev student vid Uppsala universitet 1887 och prästvigdes 1894 för sitt hemstift Växjö. Han blev regementspastor vid Göta livgarde 1898 och assessor i Hovkonsistoriet samma år. Rogberg var lärare i välläsning vid konservatoriet i Stockholm från 1905. Han var kaplan vid Kunglig Majestäts orden 1902–1909. År 1915 övergick Rogberg till Uppsala ärkestift och blev 1921 predikant vid Allmänna barnbördshuset. Från 1927 var han åter regementspastor vid Göta livgarde. Rogberg blev ledamot av Nordstjärneorden 1911.